# Llibertat al món

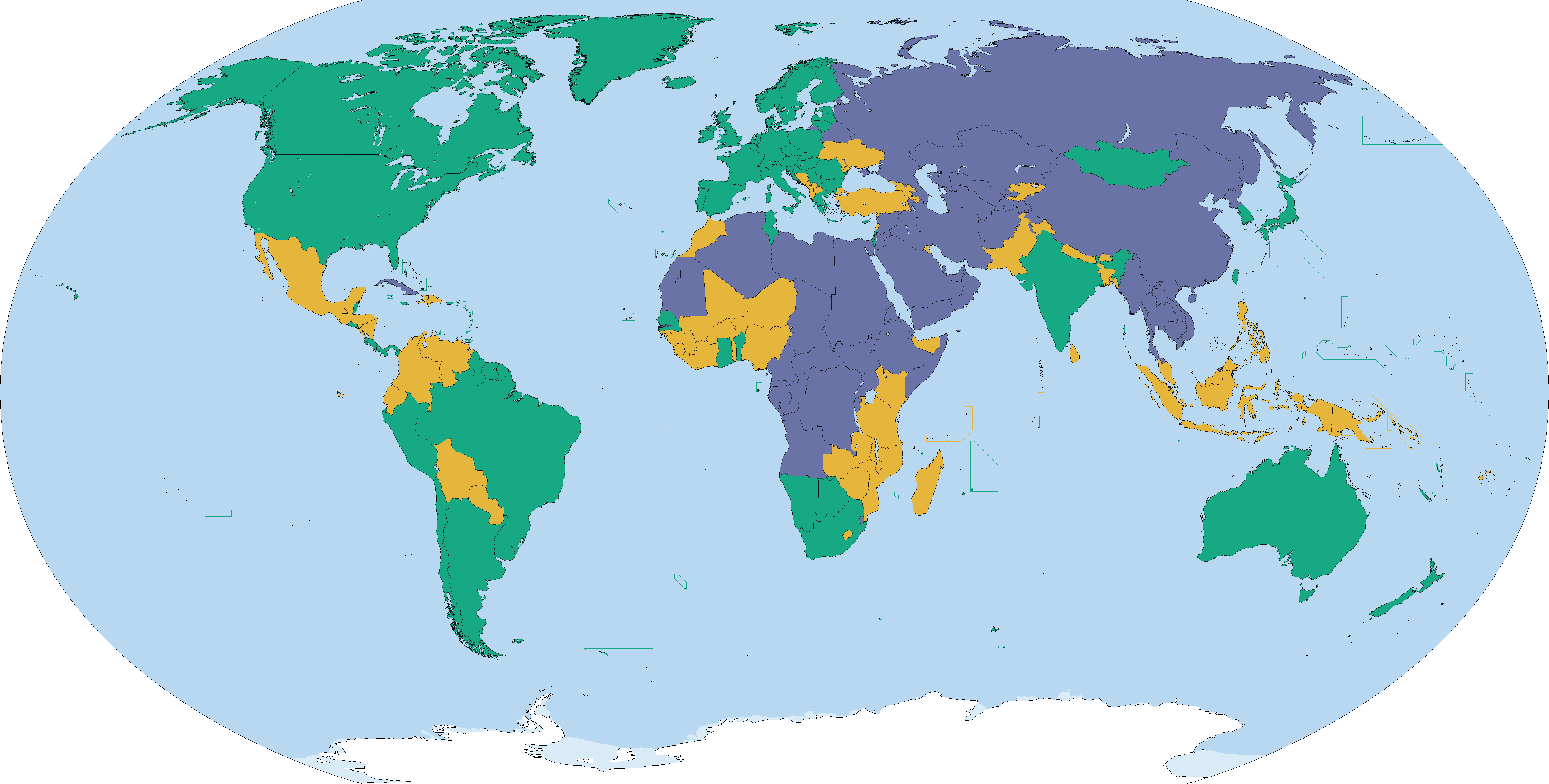
Qualificacions dels països de Freedom House Freedom in the World 2016 enquesta sobre l'estat de la llibertat mundial el 2015.

Els països designats com "democràcies electorals" a Freedom House Freedom in the World 2016 de l'enquesta.

Llibertat al món - Freedom in the World (anglès) - és un informe anual basat en una enquesta i realitzat per Freedom House, amb seu als Estats Units d'Amèrica, que intenta mesurar el grau de llibertat política i democràcia en tots els països i territoris en disputes importants arreu del món.

## Origen i ús
Llibertat al món es va posar en marxa el 1973 a mans de Raymond Gastil. Produeix resultats anuals que representen els nivells dels drets polítics i les llibertats civils en cada estat i territori, en una escala de l'1 (més lliure) al 7 (menys lliure). En funció de les valoracions, les nacions es classifiquen com "lliure", "semilliure", o "sense llibertat". L'informe és sovint utilitzat pels investigadors per mesurar la democràcia i es correlaciona altament amb altres mesures de la democràcia, com ara la Polity data series.
La classificació dels països de Freedom House (Casa de la Llibertat) són àmpliament divulgats en els mitjans i s'utilitzen com a fonts d'investigadors polítics. La seva construcció i el seu ús han estat avaluats per crítics i seguidors.

## Rànquing de països
Les classificacions següents són del Freedom in the World (Llibertat al món) 2010, 2011, 2012 i 2013 i les enquestes reflecteixen esdeveniments de 2009, 2010, 2011 i 2012, respectivament. Cada parell de les categories de drets polítics i les llibertats civils qualificacions fan mitjana per determinar l'estat general de "Lliure" (1,0-2,5), "Parcialment Lliure" (2,51-5,5), o "Gens Lliure" (5,51-7,0).
Un asterisc (*) indica els països que són "democràcies electorals". Per qualificar com una "democràcia electoral", un Estat ha d'haver satisfet els següents criteris:
1. Un sistema polític multipartidista i competitiu;
2. Sufragi universal per a tots els ciutadans (amb excepció de les restriccions que els Estats legítimament poden posar als ciutadans com les sancions per delictes penals);
3. Eleccions regularment convocades, dutes a terme en condicions de privacitat del vot, seguretat raonable, i absència d'un frau electoral massiu que produeixi resultats que no són representatius de la voluntat popular, i
4. accés públic significatiu dels principals partits polítics a l'electorat a través dels mitjans de comunicació i a través de les campanyes polítiques.

El terme de Freedom House per "democràcia electoral" es diferencia de la "democràcia liberal", ja que aquest últim també implica la presència d'una sèrie substancial de llibertats civils. En l'enquesta, tots els països lliures qualifiquen com democràcies electorals i liberals. Per contra, alguns països parcialment lliures qualifiquen com a democràcies electorals, però no liberals.

### L'Àfrica subsahariana
Llegenda: *  - democràcies electorals (com s'ha descrit anteriorment)
| País                                                              | Drets Polítics 2010 | Llibertats Civils 2010 | Status 2010 | Drets Polítics 2011 | Llibertats Civils 2011 | Status 2011 | Drets Polítics 2012 | Llibertats Civils 2012 | Status 2012 | Drets Polítics 2013 | Llibertats Civils 2013 | Status 2013 |
| ----------------------------------------------------------------- | ------------------- | ---------------------- | ----------- | ------------------- | ---------------------- | ----------- | ------------------- | ---------------------- | ----------- | ------------------- | ---------------------- | ----------- |
| Angola                                                            | 6                   | 5                      | Not Free    | 6                   | 5                      | Not Free    | 6                   | 5                      | Not Free    | 6                   | 5                      | Not Free    |
| Benín *                                                           | 2                   | 2                      | Free        | 2                   | 2                      | Free        | 2                   | 2                      | Free        | 2                   | 2                      | Free        |
| Botswana *                                                        | 3                   | 2                      | Free        | 3                   | 2                      | Free        | 3                   | 2                      | Free        | 3                   | 2                      | Free        |
| Burkina Faso                                                      | 5                   | 3                      | Partly Free | 5                   | 3                      | Partly Free | 5                   | 3                      | Partly Free | 5                   | 3                      | Partly Free |
| Burundi                                                           | 4                   | 5                      | Partly Free | 5                   | 5                      | Partly Free | 5                   | 5                      | Partly Free | 5                   | 5                      | Partly Free |
| Camerun                                                           | 6                   | 6                      | Not Free    | 6                   | 6                      | Not Free    | 6                   | 6                      | Not Free    | 6                   | 6                      | Not Free    |
| Cap Verd *                                                        | 1                   | 1                      | Free        | 1                   | 1                      | Free        | 1                   | 1                      | Free        | 1                   | 1                      | Free        |
| República Centreafricana                                          | 5                   | 5                      | Partly Free | 5                   | 5                      | Partly Free | 5                   | 5                      | Partly Free | 5                   | 5                      | Partly Free |
| Txad                                                              | 7                   | 6                      | Not Free    | 7                   | 6                      | Not Free    | 7                   | 6                      | Not Free    | 7                   | 6                      | Not Free    |
| Comores *                                                         | 3                   | 4                      | Partly Free | 3                   | 4                      | Partly Free | 3                   | 4                      | Partly Free | 3                   | 4                      | Partly Free |
| Congo, República de                                               | 6                   | 5                      | Not Free    | 6                   | 5                      | Not Free    | 6                   | 5                      | Not Free    | 6                   | 5                      | Not Free    |
| Democratic Republic of the Congo Congo, República Democràtica del | 6                   | 6                      | Not Free    | 6                   | 6                      | Not Free    | 6                   | 6                      | Not Free    | 6                   | 6                      | Not Free    |
| Costa d'Ivori                                                     | 6                   | 5                      | Not Free    | 7                   | 6                      | Not Free    | 6                   | 6                      | Not Free    | 5                   | 5                      | Partly Free |
| Djibouti                                                          | 5                   | 5                      | Partly Free | 6                   | 5                      | Not Free    | 6                   | 5                      | Not Free    | 6                   | 5                      | Not Free    |
| Guinea Equatorial                                                 | 7                   | 7                      | Not Free    | 7                   | 7                      | Not Free    | 7                   | 7                      | Not Free    | 7                   | 7                      | Not Free    |
| Eritrea                                                           | 7                   | 7                      | Not Free    | 7                   | 7                      | Not Free    | 7                   | 7                      | Not Free    | 7                   | 7                      | Not Free    |
| Etiòpia                                                           | 5                   | 5                      | Partly Free | 6                   | 6                      | Not Free    | 6                   | 6                      | Not Free    | 6                   | 6                      | Not Free    |
| Gabon                                                             | 6                   | 5                      | Not Free    | 6                   | 5                      | Not Free    | 6                   | 5                      | Not Free    | 6                   | 5                      | Not Free    |
| Gàmbia                                                            | 5                   | 5                      | Partly Free | 5                   | 5                      | Partly Free | 6                   | 5                      | Not Free    | 6                   | 6                      | Not Free    |
| Ghana *                                                           | 1                   | 2                      | Free        | 1                   | 2                      | Free        | 1                   | 2                      | Free        | 1                   | 2                      | Free        |
| Guinea                                                            | 7                   | 6                      | Not Free    | 5                   | 5                      | Partly Free | 5                   | 5                      | Partly Free | 5                   | 5                      | Partly Free |
| Guinea Bissau                                                     | 4                   | 4                      | Partly Free | 4                   | 4                      | Partly Free | 4                   | 4                      | Partly Free | 6                   | 5                      | Not Free    |
| Kenya                                                             | 4                   | 4                      | Partly Free | 4                   | 3                      | Partly Free | 4                   | 3                      | Partly Free | 4                   | 4                      | Partly Free |
| Lesotho *                                                         | 3                   | 3                      | Partly Free | 3                   | 3                      | Partly Free | 3                   | 3                      | Partly Free | 2                   | 3                      | Free        |
| Libèria *                                                         | 3                   | 4                      | Partly Free | 3                   | 4                      | Partly Free | 3                   | 4                      | Partly Free | 3                   | 4                      | Partly Free |
| Madagascar                                                        | 6                   | 4                      | Partly Free | 6                   | 4                      | Partly Free | 6                   | 4                      | Partly Free | 6                   | 4                      | Partly Free |
| Malawi *                                                          | 3                   | 4                      | Partly Free | 3                   | 4                      | Partly Free | 3                   | 4                      | Partly Free | 3                   | 4                      | Partly Free |
| Mali                                                              | 2                   | 3                      | Free        | 2                   | 3                      | Free        | 2                   | 3                      | Free        | 7                   | 5                      | Not Free    |
| Mauritània                                                        | 6                   | 5                      | Not Free    | 6                   | 5                      | Not Free    | 6                   | 5                      | Not Free    | 6                   | 5                      | Not Free    |
| Maurici *                                                         | 1                   | 2                      | Free        | 1                   | 2                      | Free        | 1                   | 2                      | Free        | 1                   | 2                      | Free        |
| Moçambic                                                          | 4                   | 3                      | Partly Free | 4                   | 3                      | Partly Free | 4                   | 3                      | Partly Free | 4                   | 3                      | Partly Free |
| Namíbia *                                                         | 2                   | 2                      | Free        | 2                   | 2                      | Free        | 2                   | 2                      | Free        | 2                   | 2                      | Free        |
| Níger *                                                           | 5                   | 4                      | Partly Free | 5                   | 4                      | Partly Free | 3                   | 4                      | Partly Free | 3                   | 4                      | Partly Free |
| Nigèria                                                           | 5                   | 4                      | Partly Free | 4                   | 4                      | Partly Free | 4                   | 4                      | Partly Free | 4                   | 4                      | Partly Free |
| Ruanda                                                            | 6                   | 5                      | Not Free    | 6                   | 5                      | Not Free    | 6                   | 5                      | Not Free    | 6                   | 6                      | Not Free    |
| São Tomé i Príncipe *                                             | 2                   | 2                      | Free        | 2                   | 2                      | Free        | 2                   | 2                      | Free        | 2                   | 2                      | Free        |
| Senegal *                                                         | 3                   | 3                      | Partly Free | 3                   | 3                      | Partly Free | 3                   | 3                      | Partly Free | 2                   | 3                      | Free        |
| Seychelles *                                                      | 3                   | 3                      | Partly Free | 3                   | 3                      | Partly Free | 3                   | 3                      | Partly Free | 3                   | 3                      | Partly Free |
| Sierra Leone *                                                    | 3                   | 3                      | Partly Free | 3                   | 3                      | Partly Free | 3                   | 3                      | Partly Free | 2                   | 3                      | Free        |
| Somàlia                                                           | 7                   | 7                      | Not Free    | 7                   | 7                      | Not Free    | 7                   | 7                      | Not Free    | 7                   | 7                      | Not Free    |
| Sud-àfrica *                                                      | 2                   | 2                      | Free        | 2                   | 2                      | Free        | 2                   | 2                      | Free        | 2                   | 2                      | Free        |
| Sudan del Sud                                                     |                     |                        |             |                     |                        |             | 6                   | 5                      | Not Free    | 6                   | 5                      | Not Free    |
| Sudan                                                             | 7                   | 7                      | Not Free    | 7                   | 7                      | Not Free    | 7                   | 7                      | Not Free    | 7                   | 7                      | Not Free    |
| Eswatini                                                          | 7                   | 5                      | Not Free    | 7                   | 5                      | Not Free    | 7                   | 5                      | Not Free    | 7                   | 5                      | Not Free    |
| Tanzània *                                                        | 4                   | 3                      | Partly Free | 3                   | 3                      | Partly Free | 3                   | 3                      | Partly Free | 3                   | 3                      | Partly Free |
| Togo                                                              | 5                   | 4                      | Partly Free | 5                   | 4                      | Partly Free | 5                   | 4                      | Partly Free | 5                   | 4                      | Partly Free |
| Uganda                                                            | 5                   | 4                      | Partly Free | 5                   | 4                      | Partly Free | 5                   | 4                      | Partly Free | 5                   | 4                      | Partly Free |
| Zàmbia *                                                          | 3                   | 4                      | Partly Free | 3                   | 4                      | Partly Free | 3                   | 4                      | Partly Free | 3                   | 4                      | Partly Free |
| Zimbàbue                                                          | 6                   | 6                      | Not Free    | 6                   | 6                      | Not Free    | 6                   | 6                      | Not Free    | 6                   | 6                      | Not Free    |

### amèriques
Llegenda: *  - democràcies electorals (com s'ha descrit anteriorment)
| País                             | Drets Polítics 2010 | Llibertats Civils 2010 | Status 2010 | Drets Polítics 2011 | Llibertats Civils 2011 | Status 2011 | Drets Polítics 2012 | Llibertats Civils 2012 | Status 2012 | Drets Polítics 2013 | Llibertats Civils 2013 | Status 2013 |
| -------------------------------- | ------------------- | ---------------------- | ----------- | ------------------- | ---------------------- | ----------- | ------------------- | ---------------------- | ----------- | ------------------- | ---------------------- | ----------- |
| Antigua i Barbuda *              | 3                   | 2                      | Free        | 3                   | 2                      | Free        | 3                   | 2                      | Free        | 2                   | 2                      | Free        |
| Argentina *                      | 2                   | 2                      | Free        | 2                   | 2                      | Free        | 2                   | 2                      | Free        | 2                   | 2                      | Free        |
| Bahames *                        | 1                   | 1                      | Free        | 1                   | 1                      | Free        | 1                   | 1                      | Free        | 1                   | 1                      | Free        |
| Barbados *                       | 1                   | 1                      | Free        | 1                   | 1                      | Free        | 1                   | 1                      | Free        | 1                   | 1                      | Free        |
| Belize *                         | 1                   | 2                      | Free        | 1                   | 2                      | Free        | 1                   | 2                      | Free        | 1                   | 2                      | Free        |
| Bolívia *                        | 3                   | 3                      | Partly Free | 3                   | 3                      | Partly Free | 3                   | 3                      | Partly Free | 3                   | 3                      | Partly Free |
| Brasil *                         | 2                   | 2                      | Free        | 2                   | 2                      | Free        | 2                   | 2                      | Free        | 2                   | 2                      | Free        |
| Canadà *                         | 1                   | 1                      | Free        | 1                   | 1                      | Free        | 1                   | 1                      | Free        | 1                   | 1                      | Free        |
| Xile *                           | 1                   | 1                      | Free        | 1                   | 1                      | Free        | 1                   | 1                      | Free        | 1                   | 1                      | Free        |
| Colòmbia *                       | 3                   | 4                      | Partly Free | 3                   | 4                      | Partly Free | 3                   | 4                      | Partly Free | 3                   | 4                      | Partly Free |
| Costa Rica *                     | 1                   | 1                      | Free        | 1                   | 1                      | Free        | 1                   | 1                      | Free        | 1                   | 1                      | Free        |
| Cuba                             | 7                   | 6                      | Not Free    | 7                   | 6                      | Not Free    | 7                   | 6                      | Not Free    | 7                   | 6                      | Not Free    |
| Dominica *                       | 1                   | 1                      | Free        | 1                   | 1                      | Free        | 1                   | 1                      | Free        | 1                   | 1                      | Free        |
| República Dominicana *           | 2                   | 2                      | Free        | 2                   | 2                      | Free        | 2                   | 2                      | Free        | 2                   | 2                      | Free        |
| Equador *                        | 3                   | 3                      | Partly Free | 3                   | 3                      | Partly Free | 3                   | 3                      | Partly Free | 3                   | 3                      | Partly Free |
| El Salvador *                    | 2                   | 3                      | Free        | 2                   | 3                      | Free        | 2                   | 3                      | Free        | 2                   | 3                      | Free        |
| Grenada *                        | 1                   | 2                      | Free        | 1                   | 2                      | Free        | 1                   | 2                      | Free        | 1                   | 2                      | Free        |
| Guatemala *                      | 4                   | 4                      | Partly Free | 4                   | 4                      | Partly Free | 3                   | 4                      | Partly Free | 3                   | 4                      | Partly Free |
| Guyana *                         | 2                   | 3                      | Free        | 2                   | 3                      | Free        | 2                   | 3                      | Free        | 2                   | 3                      | Free        |
| Haití                            | 4                   | 5                      | Partly Free | 4                   | 5                      | Partly Free | 4                   | 5                      | Partly Free | 4                   | 5                      | Partly Free |
| Hondures                         | 4                   | 4                      | Partly Free | 4                   | 4                      | Partly Free | 4                   | 4                      | Partly Free | 4                   | 4                      | Partly Free |
| Jamaica *                        | 2                   | 3                      | Free        | 2                   | 3                      | Free        | 2                   | 3                      | Free        | 2                   | 3                      | Free        |
| Mèxic *                          | 2                   | 3                      | Free        | 3                   | 3                      | Partly Free | 3                   | 3                      | Partly Free | 3                   | 3                      | Partly Free |
| Nicaragua                        | 4                   | 4                      | Partly Free | 4                   | 4                      | Partly Free | 5                   | 4                      | Partly Free | 5                   | 4                      | Partly Free |
| Panamà *                         | 1                   | 2                      | Free        | 1                   | 2                      | Free        | 1                   | 2                      | Free        | 1                   | 2                      | Free        |
| Paraguai *                       | 3                   | 3                      | Partly Free | 3                   | 3                      | Partly Free | 3                   | 3                      | Partly Free | 3                   | 3                      | Partly Free |
| Perú *                           | 2                   | 3                      | Free        | 2                   | 3                      | Free        | 2                   | 3                      | Free        | 2                   | 3                      | Free        |
| Saint Kitts i Nevis *            | 1                   | 1                      | Free        | 1                   | 1                      | Free        | 1                   | 1                      | Free        | 1                   | 1                      | Free        |
| Saint Lucia *                    | 1                   | 1                      | Free        | 1                   | 1                      | Free        | 1                   | 1                      | Free        | 1                   | 1                      | Free        |
| Saint Vincent i les Grenadines * | 2                   | 1                      | Free        | 1                   | 1                      | Free        | 1                   | 1                      | Free        | 1                   | 1                      | Free        |
| Surinam *                        | 2                   | 2                      | Free        | 2                   | 2                      | Free        | 2                   | 2                      | Free        | 2                   | 2                      | Free        |
| Trinitat i Tobago *              | 2                   | 2                      | Free        | 2                   | 2                      | Free        | 2                   | 2                      | Free        | 2                   | 2                      | Free        |
| Estats Units *                   | 1                   | 1                      | Free        | 1                   | 1                      | Free        | 1                   | 1                      | Free        | 1                   | 1                      | Free        |
| Uruguai *                        | 1                   | 1                      | Free        | 1                   | 1                      | Free        | 1                   | 1                      | Free        | 1                   | 1                      | Free        |
| Veneçuela                        | 5                   | 4                      | Partly Free | 5                   | 5                      | Partly Free | 5                   | 5                      | Partly Free | 5                   | 5                      | Partly Free |

### Àsia i el Pacífic
Llegenda: *  - democràcies electorals (com s'ha descrit anteriorment)
| País                    | Drets Polítics 2010 | Llibertats Civils 2010 | Status 2010 | Drets Polítics 2011 | Llibertats Civils 2011 | Status 2011 | Drets Polítics 2012 | Llibertats Civils 2012 | Status 2012 | Drets Polítics 2013 | Llibertats Civils 2013 | Status 2013 |
| ----------------------- | ------------------- | ---------------------- | ----------- | ------------------- | ---------------------- | ----------- | ------------------- | ---------------------- | ----------- | ------------------- | ---------------------- | ----------- |
| Afganistan              | 6                   | 6                      | Not Free    | 6                   | 6                      | Not Free    | 6                   | 6                      | Not Free    | 6                   | 6                      | Not Free    |
| Austràlia *             | 1                   | 1                      | Free        | 1                   | 1                      | Free        | 1                   | 1                      | Free        | 1                   | 1                      | Free        |
| Bangladesh *            | 3                   | 4                      | Partly Free | 3                   | 4                      | Partly Free | 3                   | 4                      | Partly Free | 3                   | 4                      | Partly Free |
| Bhutan                  | 4                   | 5                      | Partly Free | 4                   | 5                      | Partly Free | 4                   | 5                      | Partly Free | 4                   | 5                      | Partly Free |
| Brunei                  | 6                   | 5                      | Not Free    | 6                   | 5                      | Not Free    | 6                   | 5                      | Not Free    | 6                   | 5                      | Not Free    |
| Plantilla:BIR (Myanmar) | 7                   | 7                      | Not Free    | 7                   | 7                      | Not Free    | 7                   | 6                      | Not Free    | 6                   | 5                      | Not Free    |
| Cambodja                | 6                   | 5                      | Not Free    | 6                   | 5                      | Not Free    | 6                   | 5                      | Not Free    | 6                   | 5                      | Not Free    |
| R.P. de la Xina (PRC)   | 7                   | 6                      | Not Free    | 7                   | 6                      | Not Free    | 7                   | 6                      | Not Free    | 7                   | 6                      | Not Free    |
| Timor Oriental *        | 3                   | 4                      | Partly Free | 3                   | 4                      | Partly Free | 3                   | 4                      | Partly Free | 3                   | 4                      | Partly Free |
| Fiji                    | 6                   | 4                      | Partly Free | 6                   | 4                      | Partly Free | 6                   | 4                      | Partly Free | 6                   | 4                      | Partly Free |
| Índia *                 | 2                   | 3                      | Free        | 2                   | 3                      | Free        | 2                   | 3                      | Free        | 2                   | 3                      | Free        |
| Indonèsia *             | 2                   | 3                      | Free        | 2                   | 3                      | Free        | 2                   | 3                      | Free        | 2                   | 3                      | Free        |
| Japó *                  | 1                   | 2                      | Free        | 1                   | 2                      | Free        | 1                   | 2                      | Free        | 1                   | 2                      | Free        |
| Kiribati *              | 1                   | 1                      | Free        | 1                   | 1                      | Free        | 1                   | 1                      | Free        | 1                   | 1                      | Free        |
| Corea del Nord          | 7                   | 7                      | Not Free    | 7                   | 7                      | Not Free    | 7                   | 7                      | Not Free    | 7                   | 7                      | Not Free    |
| Corea del Sud *         | 1                   | 2                      | Free        | 1                   | 2                      | Free        | 1                   | 2                      | Free        | 1                   | 2                      | Free        |
| Laos                    | 7                   | 6                      | Not Free    | 7                   | 6                      | Not Free    | 7                   | 6                      | Not Free    | 7                   | 6                      | Not Free    |
| Malàisia                | 4                   | 4                      | Partly Free | 4                   | 4                      | Partly Free | 4                   | 4                      | Partly Free | 4                   | 4                      | Partly Free |
| Maldives                | 3                   | 4                      | Partly Free | 3                   | 4                      | Partly Free | 3                   | 4                      | Partly Free | 5                   | 4                      | Partly Free |
| Illes Marshall *        | 1                   | 1                      | Free        | 1                   | 1                      | Free        | 1                   | 1                      | Free        | 1                   | 1                      | Free        |
| Micronèsia *            | 1                   | 1                      | Free        | 1                   | 1                      | Free        | 1                   | 1                      | Free        | 1                   | 1                      | Free        |
| Mongòlia *              | 2                   | 2                      | Free        | 2                   | 2                      | Free        | 2                   | 2                      | Free        | 1                   | 2                      | Free        |
| Nauru *                 | 1                   | 1                      | Free        | 1                   | 1                      | Free        | 1                   | 1                      | Free        | 1                   | 1                      | Free        |
| Nepal                   | 4                   | 4                      | Partly Free | 4                   | 4                      | Partly Free | 4                   | 4                      | Partly Free | 4                   | 4                      | Partly Free |
| Nova Zelanda *          | 1                   | 1                      | Free        | 1                   | 1                      | Free        | 1                   | 1                      | Free        | 1                   | 1                      | Free        |
| Pakistan                | 4                   | 5                      | Partly Free | 4                   | 5                      | Partly Free | 4                   | 5                      | Partly Free | 4                   | 5                      | Partly Free |
| República de Palau *    | 1                   | 1                      | Free        | 1                   | 1                      | Free        | 1                   | 1                      | Free        | 1                   | 1                      | Free        |
| Papua Nova Guinea *     | 4                   | 3                      | Partly Free | 4                   | 3                      | Partly Free | 4                   | 3                      | Partly Free | 4                   | 3                      | Partly Free |
| Filipines *             | 4                   | 3                      | Partly Free | 3                   | 3                      | Partly Free | 3                   | 3                      | Partly Free | 3                   | 3                      | Partly Free |
| Samoa *                 | 2                   | 2                      | Free        | 2                   | 2                      | Free        | 2                   | 2                      | Free        | 2                   | 2                      | Free        |
| Singapur                | 5                   | 4                      | Partly Free | 5                   | 4                      | Partly Free | 4                   | 4                      | Partly Free | 4                   | 4                      | Partly Free |
| Salomó                  | 4                   | 3                      | Partly Free | 4                   | 3                      | Partly Free | 4                   | 3                      | Partly Free | 4                   | 3                      | Partly Free |
| Sri Lanka               | 4                   | 4                      | Partly Free | 5                   | 4                      | Partly Free | 5                   | 4                      | Partly Free | 5                   | 4                      | Partly Free |
| Taiwan *                | 1                   | 2                      | Free        | 1                   | 2                      | Free        | 1                   | 2                      | Free        | 1                   | 2                      | Free        |
| Tailàndia *             | 5                   | 4                      | Partly Free | 5                   | 4                      | Partly Free | 4                   | 4                      | Partly Free | 4                   | 4                      | Partly Free |
| Tonga *                 | 5                   | 3                      | Partly Free | 3                   | 3                      | Partly Free | 3                   | 3                      | Partly Free | 3                   | 2                      | Free        |
| Tuvalu *                | 1                   | 1                      | Free        | 1                   | 1                      | Free        | 1                   | 1                      | Free        | 1                   | 1                      | Free        |
| Vanuatu *               | 2                   | 2                      | Free        | 2                   | 2                      | Free        | 2                   | 2                      | Free        | 2                   | 2                      | Free        |
| Vietnam                 | 7                   | 5                      | Not Free    | 7                   | 5                      | Not Free    | 7                   | 5                      | Not Free    | 7                   | 5                      | Not Free    |

### Europa central i Oriental / Euràsia
Llegenda: *  - democràcies electorals (com s'ha descrit anteriorment)
| País                   | Drets Polítics 2010 | Llibertats Civils 2010 | Status 2010 | Drets Polítics 2011 | Llibertats Civils 2011 | Status 2011 | Drets Polítics 2012 | Llibertats Civils 2012 | Status 2012 | Drets Polítics 2013 | Llibertats Civils 2013 | Status 2013 |
| ---------------------- | ------------------- | ---------------------- | ----------- | ------------------- | ---------------------- | ----------- | ------------------- | ---------------------- | ----------- | ------------------- | ---------------------- | ----------- |
| Albània *              | 3                   | 3                      | Partly Free | 3                   | 3                      | Partly Free | 3                   | 3                      | Partly Free | 3                   | 3                      | Partly Free |
| Armènia                | 6                   | 4                      | Partly Free | 6                   | 4                      | Partly Free | 6                   | 4                      | Partly Free | 5                   | 4                      | Partly Free |
| Azerbaidjan            | 6                   | 5                      | Not Free    | 6                   | 5                      | Not Free    | 6                   | 5                      | Not Free    | 6                   | 5                      | Not Free    |
| Belarús                | 7                   | 6                      | Not Free    | 7                   | 6                      | Not Free    | 7                   | 6                      | Not Free    | 7                   | 6                      | Not Free    |
| Bòsnia i Hercegovina * | 4                   | 3                      | Partly Free | 4                   | 3                      | Partly Free | 4                   | 3                      | Partly Free | 3                   | 3                      | Partly Free |
| Bulgària *             | 2                   | 2                      | Free        | 2                   | 2                      | Free        | 2                   | 2                      | Free        | 2                   | 2                      | Free        |
| Croàcia *              | 1                   | 2                      | Free        | 1                   | 2                      | Free        | 1                   | 2                      | Free        | 1                   | 2                      | Free        |
| Xipre *                | 1                   | 1                      | Free        | 1                   | 1                      | Free        | 1                   | 1                      | Free        | 1                   | 1                      | Free        |
| Txèquia *              | 1                   | 1                      | Free        | 1                   | 1                      | Free        | 1                   | 1                      | Free        | 1                   | 1                      | Free        |
| Estònia *              | 1                   | 1                      | Free        | 1                   | 1                      | Free        | 1                   | 1                      | Free        | 1                   | 1                      | Free        |
| Geòrgia *              | 4                   | 4                      | Partly Free | 4                   | 3                      | Partly Free | 4                   | 3                      | Partly Free | 3                   | 3                      | Partly Free |
| Grècia *               | 1                   | 2                      | Free        | 1                   | 2                      | Free        | 2                   | 2                      | Free        | 2                   | 2                      | Free        |
| Hongria *              | 1                   | 1                      | Free        | 1                   | 1                      | Free        | 1                   | 2                      | Free        | 1                   | 2                      | Free        |
| Kazakhstan             | 6                   | 5                      | Not Free    | 6                   | 5                      | Not Free    | 6                   | 5                      | Not Free    | 6                   | 5                      | Not Free    |
| Kosovo                 | 5                   | 4                      | Partly Free | 5                   | 4                      | Partly Free | 5                   | 4                      | Partly Free | 5                   | 4                      | Partly Free |
| Kirguizstan            | 6                   | 5                      | Not Free    | 5                   | 5                      | Partly Free | 5                   | 5                      | Partly Free | 5                   | 4                      | Partly Free |
| Letònia *              | 2                   | 1                      | Free        | 2                   | 2                      | Free        | 2                   | 2                      | Free        | 2                   | 2                      | Free        |
| Lituània *             | 1                   | 1                      | Free        | 1                   | 1                      | Free        | 1                   | 1                      | Free        | 1                   | 1                      | Free        |
| Macedònia del Nord *   | 3                   | 3                      | Partly Free | 3                   | 3                      | Partly Free | 3                   | 3                      | Partly Free | 3                   | 3                      | Partly Free |
| Moldàvia *             | 3                   | 4                      | Partly Free | 3                   | 3                      | Partly Free | 3                   | 3                      | Partly Free | 3                   | 3                      | Partly Free |
| Montenegro *           | 3                   | 2                      | Free        | 3                   | 2                      | Free        | 3                   | 2                      | Free        | 3                   | 2                      | Free        |
| Polònia *              | 1                   | 1                      | Free        | 1                   | 1                      | Free        | 1                   | 1                      | Free        | 1                   | 1                      | Free        |
| Romania *              | 2                   | 2                      | Free        | 2                   | 2                      | Free        | 2                   | 2                      | Free        | 2                   | 2                      | Free        |
| Rússia                 | 6                   | 5                      | Not Free    | 6                   | 5                      | Not Free    | 6                   | 5                      | Not Free    | 6                   | 5                      | Not Free    |
| Sèrbia *               | 2                   | 2                      | Free        | 2                   | 2                      | Free        | 2                   | 2                      | Free        | 2                   | 2                      | Free        |
| Eslovàquia *           | 1                   | 1                      | Free        | 1                   | 1                      | Free        | 1                   | 1                      | Free        | 1                   | 1                      | Free        |
| Eslovènia *            | 1                   | 1                      | Free        | 1                   | 1                      | Free        | 1                   | 1                      | Free        | 1                   | 1                      | Free        |
| Tadjikistan            | 6                   | 5                      | Not Free    | 6                   | 5                      | Not Free    | 6                   | 5                      | Not Free    | 6                   | 6                      | Not Free    |
| Turquia *              | 3                   | 3                      | Partly Free | 3                   | 3                      | Partly Free | 3                   | 3                      | Partly Free | 3                   | 4                      | Partly Free |
| Turkmenistan           | 7                   | 7                      | Not Free    | 7                   | 7                      | Not Free    | 7                   | 7                      | Not Free    | 7                   | 7                      | Not Free    |
| Ucraïna *              | 3                   | 2                      | Free        | 3                   | 3                      | Partly Free | 4                   | 3                      | Partly Free | 4                   | 3                      | Partly Free |
| Uzbekistan             | 7                   | 7                      | Not Free    | 7                   | 7                      | Not Free    | 7                   | 7                      | Not Free    | 7                   | 7                      | Not Free    |

### Europa Occidental
Llegenda: *  - democràcies electorals (com s'ha descrit anteriorment)
| País            | Drets Polítics 2010 | Llibertats Civils 2010 | Status 2010 | Drets Polítics 2011 | Llibertats Civils 2011 | Status 2011 | Drets Polítics 2012 | Llibertats Civils 2012 | Status 2012 | Drets Polítics 2013 | Llibertats Civils 2013 | Status 2013 |
| --------------- | ------------------- | ---------------------- | ----------- | ------------------- | ---------------------- | ----------- | ------------------- | ---------------------- | ----------- | ------------------- | ---------------------- | ----------- |
| Andorra *       | 1                   | 1                      | Free        | 1                   | 1                      | Free        | 1                   | 1                      | Free        | 1                   | 1                      | Free        |
| Àustria *       | 1                   | 1                      | Free        | 1                   | 1                      | Free        | 1                   | 1                      | Free        | 1                   | 1                      | Free        |
| Bèlgica *       | 1                   | 1                      | Free        | 1                   | 1                      | Free        | 1                   | 1                      | Free        | 1                   | 1                      | Free        |
| Dinamarca *     | 1                   | 1                      | Free        | 1                   | 1                      | Free        | 1                   | 1                      | Free        | 1                   | 1                      | Free        |
| Finlàndia *     | 1                   | 1                      | Free        | 1                   | 1                      | Free        | 1                   | 1                      | Free        | 1                   | 1                      | Free        |
| França *        | 1                   | 1                      | Free        | 1                   | 1                      | Free        | 1                   | 1                      | Free        | 1                   | 1                      | Free        |
| Alemanya *      | 1                   | 1                      | Free        | 1                   | 1                      | Free        | 1                   | 1                      | Free        | 1                   | 1                      | Free        |
| Islàndia *      | 1                   | 1                      | Free        | 1                   | 1                      | Free        | 1                   | 1                      | Free        | 1                   | 1                      | Free        |
| Irlanda *       | 1                   | 1                      | Free        | 1                   | 1                      | Free        | 1                   | 1                      | Free        | 1                   | 1                      | Free        |
| Itàlia *        | 1                   | 2                      | Free        | 1                   | 2                      | Free        | 1                   | 1                      | Free        | 2                   | 1                      | Free        |
| Liechtenstein * | 1                   | 1                      | Free        | 1                   | 1                      | Free        | 1                   | 1                      | Free        | 1                   | 1                      | Free        |
| Luxemburg *     | 1                   | 1                      | Free        | 1                   | 1                      | Free        | 1                   | 1                      | Free        | 1                   | 1                      | Free        |
| Malta *         | 1                   | 1                      | Free        | 1                   | 1                      | Free        | 1                   | 1                      | Free        | 1                   | 1                      | Free        |
| Mònaco *        | 2                   | 1                      | Free        | 2                   | 1                      | Free        | 2                   | 1                      | Free        | 2                   | 1                      | Free        |
| Països Baixos * | 1                   | 1                      | Free        | 1                   | 1                      | Free        | 1                   | 1                      | Free        | 1                   | 1                      | Free        |
| Noruega *       | 1                   | 1                      | Free        | 1                   | 1                      | Free        | 1                   | 1                      | Free        | 1                   | 1                      | Free        |
| Portugal *      | 1                   | 1                      | Free        | 1                   | 1                      | Free        | 1                   | 1                      | Free        | 1                   | 1                      | Free        |
| San Marino *    | 1                   | 1                      | Free        | 1                   | 1                      | Free        | 1                   | 1                      | Free        | 1                   | 1                      | Free        |
| Espanya *       | 1                   | 1                      | Free        | 1                   | 1                      | Free        | 1                   | 1                      | Free        | 1                   | 1                      | Free        |
| Suècia *        | 1                   | 1                      | Free        | 1                   | 1                      | Free        | 1                   | 1                      | Free        | 1                   | 1                      | Free        |
| Suïssa *        | 1                   | 1                      | Free        | 1                   | 1                      | Free        | 1                   | 1                      | Free        | 1                   | 1                      | Free        |
| Regne Unit *    | 1                   | 1                      | Free        | 1                   | 1                      | Free        | 1                   | 1                      | Free        | 1                   | 1                      | Free        |

### Orient Mitjà i Àfrica del Nord
Llegenda: *  - democràcies electorals (com s'ha descrit anteriorment)
| País                | Drets Polítics 2010 | Llibertats Civils 2010 | Status 2010 | Drets Polítics 2011 | Llibertats Civils 2011 | Status 2011 | Drets Polítics 2012 | Llibertats Civils 2012 | Status 2012 | Drets Polítics 2013 | Llibertats Civils 2013 | Status 2013 |
| ------------------- | ------------------- | ---------------------- | ----------- | ------------------- | ---------------------- | ----------- | ------------------- | ---------------------- | ----------- | ------------------- | ---------------------- | ----------- |
| Algèria             | 6                   | 5                      | Not Free    | 6                   | 5                      | Not Free    | 6                   | 5                      | Not Free    | 6                   | 5                      | Not Free    |
| Bahrain             | 6                   | 5                      | Not Free    | 6                   | 5                      | Not Free    | 6                   | 6                      | Not Free    | 6                   | 6                      | Not Free    |
| Egipte              | 6                   | 5                      | Not Free    | 6                   | 5                      | Not Free    | 6                   | 5                      | Not Free    | 5                   | 5                      | Partly Free |
| Iran                | 6                   | 6                      | Not Free    | 6                   | 6                      | Not Free    | 6                   | 6                      | Not Free    | 6                   | 6                      | Not Free    |
| Iraq                | 5                   | 6                      | Not Free    | 5                   | 6                      | Not Free    | 5                   | 6                      | Not Free    | 6                   | 6                      | Not Free    |
| Israel *            | 1                   | 2                      | Free        | 1                   | 2                      | Free        | 1                   | 2                      | Free        | 1                   | 2                      | Free        |
| Jordània            | 6                   | 5                      | Not Free    | 6                   | 5                      | Not Free    | 6                   | 5                      | Not Free    | 6                   | 5                      | Not Free    |
| Kuwait              | 4                   | 4                      | Partly Free | 4                   | 5                      | Partly Free | 4                   | 5                      | Partly Free | 5                   | 5                      | Partly Free |
| Líban               | 5                   | 3                      | Partly Free | 5                   | 3                      | Partly Free | 5                   | 4                      | Partly Free | 5                   | 4                      | Partly Free |
| Líbia *             | 7                   | 7                      | Not Free    | 7                   | 7                      | Not Free    | 7                   | 6                      | Not Free    | 4                   | 5                      | Partly Free |
| Marroc              | 5                   | 4                      | Partly Free | 5                   | 4                      | Partly Free | 5                   | 4                      | Partly Free | 5                   | 4                      | Partly Free |
| Oman                | 6                   | 5                      | Not Free    | 6                   | 5                      | Not Free    | 6                   | 5                      | Not Free    | 6                   | 5                      | Not Free    |
| Qatar               | 6                   | 5                      | Not Free    | 6                   | 5                      | Not Free    | 6                   | 5                      | Not Free    | 6                   | 5                      | Not Free    |
| Aràbia Saudita      | 7                   | 6                      | Not Free    | 7                   | 6                      | Not Free    | 7                   | 7                      | Not Free    | 7                   | 7                      | Not Free    |
| Síria               | 7                   | 6                      | Not Free    | 7                   | 6                      | Not Free    | 7                   | 7                      | Not Free    | 7                   | 7                      | Not Free    |
| Tunísia *           | 7                   | 5                      | Not Free    | 7                   | 5                      | Not Free    | 3                   | 4                      | Partly Free | 3                   | 4                      | Partly Free |
| Emirats Àrabs Units | 6                   | 5                      | Not Free    | 6                   | 5                      | Not Free    | 6                   | 6                      | Not Free    | 6                   | 6                      | Not Free    |
| Iemen               | 6                   | 5                      | Not Free    | 6                   | 5                      | Not Free    | 6                   | 6                      | Not Free    | 6                   | 6                      | Not Free    |

### Territoris en disputa i relacionats
Llegenda: † - Territori relacionat ‡ - Territori en disputa
| País                                          | Drets Polítics 2010 | Llibertats Civils 2010 | Status 2010 | Drets Polítics 2011 | Llibertats Civils 2011 | Status 2011 | Drets Polítics 2012 | Llibertats Civils 2012 | Status 2012 | Drets Polítics 2013 | Llibertats Civils 2013 | Status 2013 |
| --------------------------------------------- | ------------------- | ---------------------- | ----------- | ------------------- | ---------------------- | ----------- | ------------------- | ---------------------- | ----------- | ------------------- | ---------------------- | ----------- |
| Abkhazia ‡ (Geòrgia)                          | 5                   | 5                      | Partly Free | 5                   | 5                      | Partly Free | 5                   | 5                      | Partly Free | 4                   | 5                      | Partly Free |
| Plantilla:Country data Franja de Gaza ‡ (PNa) | 6                   | 6                      | Not Free    | 6                   | 6                      | Not Free    | 6                   | 6                      | Not Free    | 6                   | 6                      | Not Free    |
| Hong Kong † (Xina)                            | 5                   | 2                      | Partly Free | 5                   | 2                      | Partly Free | 5                   | 2                      | Partly Free | 5                   | 2                      | Partly Free |
| ‡ Caixmir (Índia)                             | 4                   | 4                      | Partly Free | 4                   | 5                      | Partly Free | 4                   | 4                      | Partly Free | 4                   | 4                      | Partly Free |
| ‡ Caixmir (Pakistan)                          | 6                   | 5                      | Not Free    | 6                   | 5                      | Not Free    | 6                   | 5                      | Not Free    | 6                   | 5                      | Not Free    |
| Nagorno-Karabakh ‡ (Armènia / Azerbaidjan)    | 5                   | 5                      | Partly Free | 6                   | 5                      | Not Free    | 6                   | 5                      | Not Free    | 5                   | 5                      | Partly Free |
| Northern Cyprus ‡ (Xipre)                     | 2                   | 2                      | Free        | 2                   | 2                      | Free        | 2                   | 2                      | Free        | 2                   | 2                      | Free        |
| Puerto Rico † (EUA)                           | 1                   | 1                      | Free        | 1                   | 1                      | Free        | 1                   | 2                      | Free        | 1                   | 2                      | Free        |
| Somaliland ‡ (Somàlia)                        | 5                   | 5                      | Partly Free | 4                   | 5                      | Partly Free | 4                   | 5                      | Partly Free | 4                   | 5                      | Partly Free |
| South Ossetia ‡ (Geòrgia)                     | 7                   | 6                      | Not Free    | 7                   | 6                      | Not Free    | 7                   | 6                      | Not Free    | 7                   | 6                      | Not Free    |
| Tibet ‡ (Xina)                                | 7                   | 7                      | Not Free    | 7                   | 7                      | Not Free    | 7                   | 7                      | Not Free    | 7                   | 7                      | Not Free    |
| Transnistria ‡ (Moldàvia)                     | 6                   | 6                      | Not Free    | 6                   | 6                      | Not Free    | 6                   | 6                      | Not Free    | 6                   | 6                      | Not Free    |
| Plantilla:Country data West Bank ‡ (PNa)      | 6                   | 6                      | Not Free    | 6                   | 5                      | Not Free    | 6                   | 5                      | Not Free    | 6                   | 5                      | Not Free    |
| Sàhara Occidental ‡ (Marroc)                  | 7                   | 6                      | Not Free    | 7                   | 6                      | Not Free    | 7                   | 7                      | Not Free    | 7                   | 7                      | Not Free    |

## Tendències
| any  | Lliure.  | Parcialment Lliure. | Gens Lliure. | Democràcies Electorals |
| ---- | -------- | ------------------- | ------------ | ---------------------- |
| 1975 | 41 (27%) | 48 (32%)            | 63 (41%)     | -                      |
| 1980 | 51 (32%) | 54 (33%)            | 56 (35%)     | -                      |
| 1985 | 53 (32%) | 59 (35%)            | 55 (33%)     | -                      |
| 1990 | 61 (37%) | 44 (26%)            | 62 (37%)     | 69 (41%)               |
| 1995 | 76 (40%) | 61 (32%)            | 54 (28%)     | 113 (59%)              |
| 2000 | 85 (44%) | 60 (31%)            | 47 (25%)     | 120 (63%)              |
| 2005 | 89 (46%) | 54 (28%)            | 49 (26%)     | 119 (62%)              |
| 2010 | 89 (46%) | 58 (30%)            | 47 (24%)     | 116 (60%)              |
| 2011 | 87 (45%) | 60 (31%)            | 47 (24%)     | 115 (59%)              |
| 2012 | 87 (45%) | 60 (31%)            | 48 (24%)     | 117 (60%)              |
| 2013 | 90 (46%) | 58 (30%)            | 47 (24%)     | 117 (60%)              |

Fonts: "Historical Status Breakdown, 1972-2011" i "Electoral Democracies, 1989-2011", Freedom in the World 2012, Map of the Freedom 2013
Notes:
- Els anys que es mostren en el mapa i la taula de dalt són de l'any en què es va publicar l'enquesta, les dades que es mostren inclouen les dades de l'any anterior.
- El mapa i el quadre no inclouen les dades dels territoris relacionats o disputats

## Avaluació
Existeix cert debat sobre la neutralitat de Freedom House i la metodologia utilitzada per a l'informe de Freedom World, que ha estat escrit per Raymond D. Gastil i els seus companys. La neutralitat i subjectivitat de l'índex dels drets humans s'han discutit en diverses publicacions per Kenneth a. Bollen. Bollen va escriure que, "no hi ha critiques ... que hagin demostrat una subjectivitat sistemàtica en totes les qualificacions. La major part de l'evidència consisteix en l'evidència anecdòtica de relativament pocs casos. Sobre l'existència d'un biaix sistemàtic o esporàdic en les qualificacions de Gastil és una pregunta oberta "(Bollen, 1986, p. 586). L'índex de llibertat de Freedom in the World té una forta correlació (almenys un 80%) amb tres índexs diferents que estudien la llibertat (Mainwaring et alia, 2001, p. 53).

### Biaix ideològic o neutralitat
En el seu estudi de 1986, Bollen va discutir sobre opinions de com es mesuren els drets humans, inclòs l'índex reportat en Freedom in the World (Bollen, 1986, p. 585). Les crítiques a la Freedom in the World durant la dècada de 1980 van ser examinats per Gastil (1990), que va afirmar que "en general aquestes crítiques es basen en opinions sobre Freedom House en lloc d'un examen detallat de les qualificacions de l'enquesta", una conclusió qüestionada per Giannone. La definició de la llibertat a Gastil (1982) i Freedom House (1990) va posar èmfasi en les llibertats més que l'exercici de la llibertat, segons Adam Przeworski, qui va donar l'exemple: als Estats Units, els ciutadans tenen llibertat per formar partits polítics i de vot, però, fins i tot en les eleccions presidencials dels EUA només la meitat dels "ciutadans" voten", els mateixos dos partits parlen en un patrocini comercial a l'uníson", va escriure Przeworski (2003, p. 277).
Les acusacions més recents de biaix ideològic va fer que Freedom House emetis aquesta declaració el 2010:
Freedom House no manté una visió lligada a la cultura de la llibertat. La metodologia de l'estudi es basa en les normes bàsiques dels drets polítics i les llibertats civils, derivades en gran manera de les parts pertinents de la Declaració Universal dels Drets Humans.. Aquestes normes s'apliquen a tots els països i territoris, independentment de la ubicació geogràfica, la composició ètnica o religiosa, o el nivell de desenvolupament econòmic.

Mainwaring et al. (. 2001, p 52) va escriure que a l'índex de Freedom House hi havia "dues desviacions sistemàtiques: qualificacions d'esquerres es van deixar portar per consideracions polítiques, i els canvis en les puntuacions de vegades impulsats pels canvis en els criteris que amb els canvis en les condicions reals". No obstant això, quan s'avalua als països anual d'Amèrica Llatina, l'índex de Freedom House va ser molt fort i positivament correlacionat amb l'índex d'adam Przeworski i amb l'índex dels mateixos autors: Es va avaluar el coeficient de Pearson de correlació lineal entre l'índex i l'índex de Freedom House, que va ser de 0,82,. entre aquests índexs i els altres dos estudiats, les correlacions van ser tots entre 0,80 i 0,86 (. Mainwaring et alia, 2001, p 53)
Com ja s'ha citat, Bollen ha criticat els estudis previs de la Freedom in the World com anecdòtic i poc concloents. Referint-se a qüestions que requereixen major estudi per mètodes científics, més que anècdotes Bollen ha estudiat la qüestió del biaix ideològic utilitzant estadístiques multivariants. Amb el seu factor-analític model per als drets humans mesuraments, Bollen i Paxton arriben a la conclusió que aquest mètode Gastil produeix un biaix de 0,38 desviació estàndard s (sd) en contra del marxisme-leninisme països i una polarització major, 0,5 sd, afavorint als països cristians, resultats similars celebrats per la metodologia de Sussman (Bollen i Paxton, 2000, p. 585). Per contra, un altre mètode fet per un crític de la Freedom in the World va produir un biaix en els països d'esquerra durant la dècada de 1980 d'almenys 0,8 sd, un biaix que és "coherent amb la conclusió general que els politòlegs són més favorables a la política d'esquerra que és la població general "(Bollen i Paxton, p. 585).

### L'anàlisi conceptual
Plantilla:One source
Altres crítiques a la metodologia de Freedom House per la Freedom in the World han estat assenyalades per Diego Giannone:
- "Estirament conceptual", terme Giovanni Sartori's important per un defecte metodològic comú en els estudis socials.[15] Giannone presenta informes com un exemple que, segons Landman i Hausermann (2003), "l'índex de FH s'ha utilitzat com una eina per mesurar la democràcia, la bona governança i els drets humans, el que produeix un estirament conceptual, que és una de les principals causes de les "pèrdues de precisió connotatiu": en poques paraules, un instrument utilitzat per a mesurar tot, al final, no és capaç de discriminar en contra de qualsevol cosa".[16]
- Problemes amb l'agregació. Giannone cometes Scoble i amb conclusió de Wiseberg (1981) que "la suma de la puntuació llibertat civil, de 4 i una puntuació de la llibertat política dels 2 és la mateixa que la suma de la puntuació de la llibertat civil, de 2 i una puntuació de llibertat política, de 4 tot i que la interpretació substantiva d'aquestes combinacions diferents és diferent ".[17]
- "La manca de concreció i rigor en la construcció" i "insuficient nivell de transparència i replicabilitat de les escales", la referència primera a Scoble et al. (1981) i el segon a Hadenius i Teorell (2005).[18] En suport d'aquesta última, que també cita la conclusió de Munck i Verkuilen (2002) que "les dades agregades ofertes per Freedom House ha de ser acceptat en gran manera de la fe",[19] a causa dels factors que "no hi ha un conjunt de regles de codificació. Les fonts d'informació no s'identifiquen amb precisió suficient, i perquè les dades desagregades no s'han posat a disposició dels estudiosos independents".[18]

### Sèries de temps
A "aspectes polítics i ideològics en el mesurament de la democràcia: el cas de Freedom House" (2010) que va examinar els canvis en la metodologia a partir de 1990, Diego Giannone conclou que "a causa dels canvis en la metodologia a través del temps i la interconnexió estreta entre metodològic i polític aspectes, les dades FH no ofereixen una sèrie de temps ininterromput i neutral, de manera que no s'ha d'utilitzar per a les anàlisis de temps de cross-fins i tot per al desenvolupament d'hipòtesis primera. La consistència interna de la sèrie de dades és qüestionable ".
Sobre aquest tema, les respostes de Freedom House lloc web que "s'han fet una sèrie de modests canvis metodològics per adaptar-se a l'evolució de les idees sobre els drets polítics i les llibertats civils. alhora, les dades de sèries de temps no es revisen amb caràcter retroactiu, i qualsevol canvi en la metodologia s'introdueixen gradualment per tal de garantir la comparabilitat de les qualificacions d'any en any ".